# 小早川潔

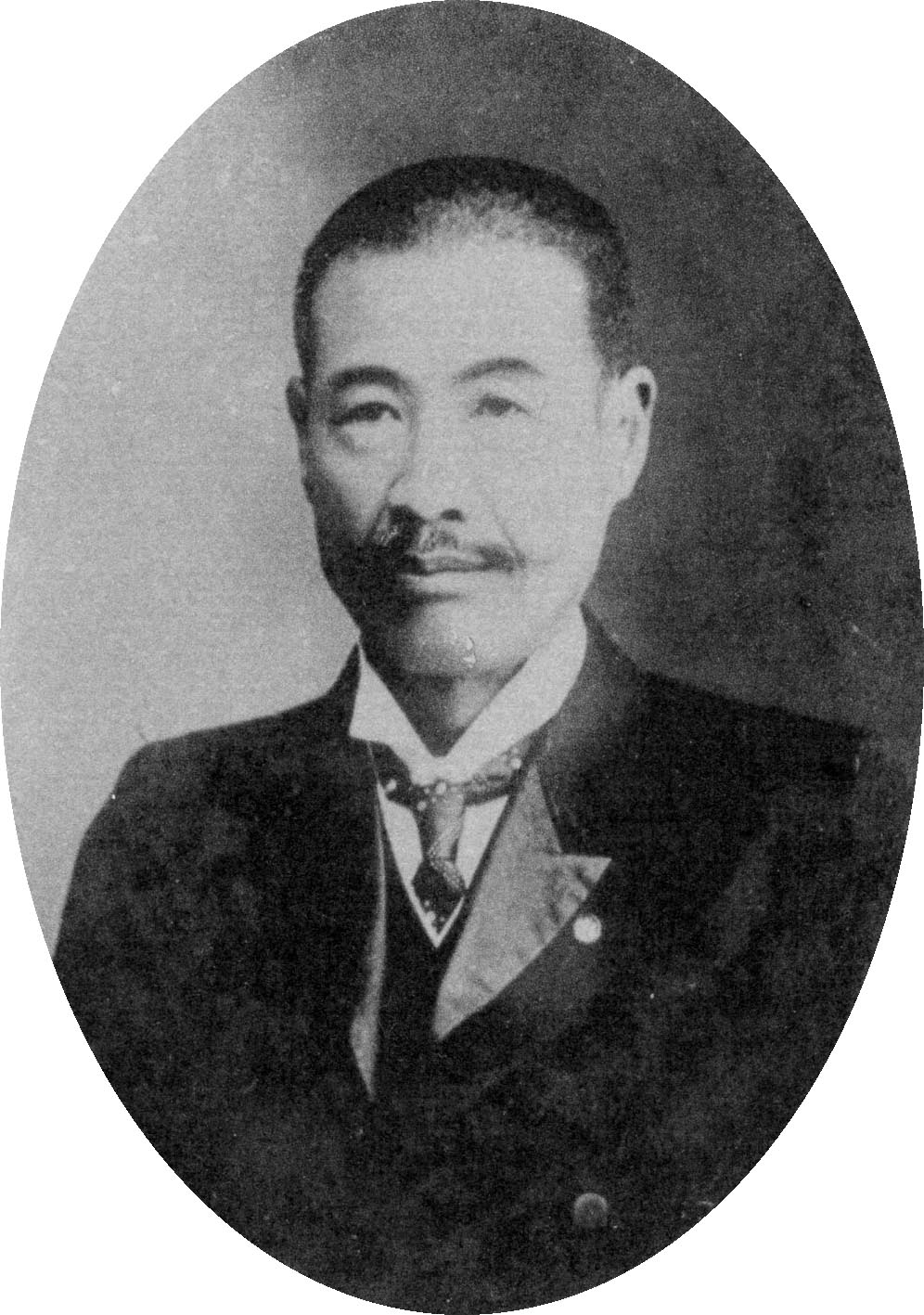

小早川 潔（こばやかわ きよし、安政5年5月2日（1858年6月12日） - 昭和2年（1927年）3月19日）は、日本の教育者。

## 生涯
信濃国上田城下（現長野県上田市）に上田藩士小早川維祺の次男として生まれる。明治11年（1878年）上田町常入学校首席訓導となり、上京して同人社で英学、原要義塾で数学を学び、同17年（1884年）東京高等師範学校中学師範科を卒業。長野県上水内中学校（長野県長野高等学校）校長に任命される。この頃、教育職能団体である「長野教育談会」が創設され、組織を改正し、長野教育会（信濃教育会の前身）となると、会長に選ばれた。同19年（1886年）長野県師範学校教諭に転任し、校長浅岡一を補佐し、新校舎の建築や付属小学校の開校に尽力した。
同21年（1888年）鳥取県尋常師範学校教諭、同24年（1891年）には校長に任命される。同28年（1895年）には茨城県師範学校校長、同20年（1897年）岩手県師範学校校長を歴任し、同年従七位に叙せられる。同33年（1900年）鳥取県視学官として教育行政に尽力し、同38年（1905年）長野県視学官に転任し、官制改正に伴い長野県事務官第二部長となる。同40年（1907年）に退官し、滋賀県立彦根中学校（滋賀県立彦根東高等学校）校長に就任し、旧来の宿弊を一新して校風を刷新した。大正9年（1920年）帰郷し、上田尋常高等小学校長、上田実科高等女学校長に就任、同12年（1923年）勲四等瑞宝章に叙せられ、同13年（1924年）に退職した。

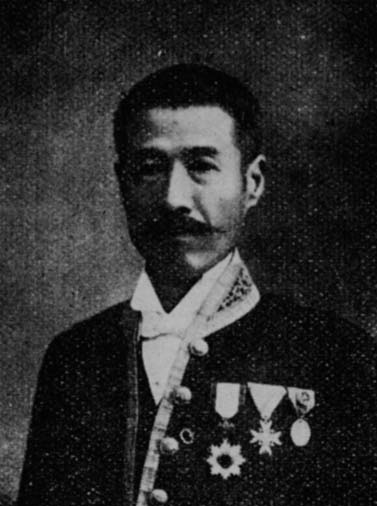
教育実成会編纂 『明治聖代 教育家銘鑒 第壱編』滋賀県立彦根中学校長 従五位　小早川潔1912年